# Polygonum bellardii
Polygonum bellardii é uma espécie de planta com flor pertencente à família Polygonaceae. 
A autoridade científica da espécie é All., tendo sido publicada em Flora Pedemontana 2: 207–208, pl. 90, f. 2. 1785.

## Portugal
Trata-se de uma espécie presente no território português, nomeadamente em Portugal Continental.
Em termos de naturalidade é nativa da região atrás indicada.

## Protecção
Não se encontra protegida por legislação portuguesa ou da Comunidade Europeia.